# Delineador de ojos

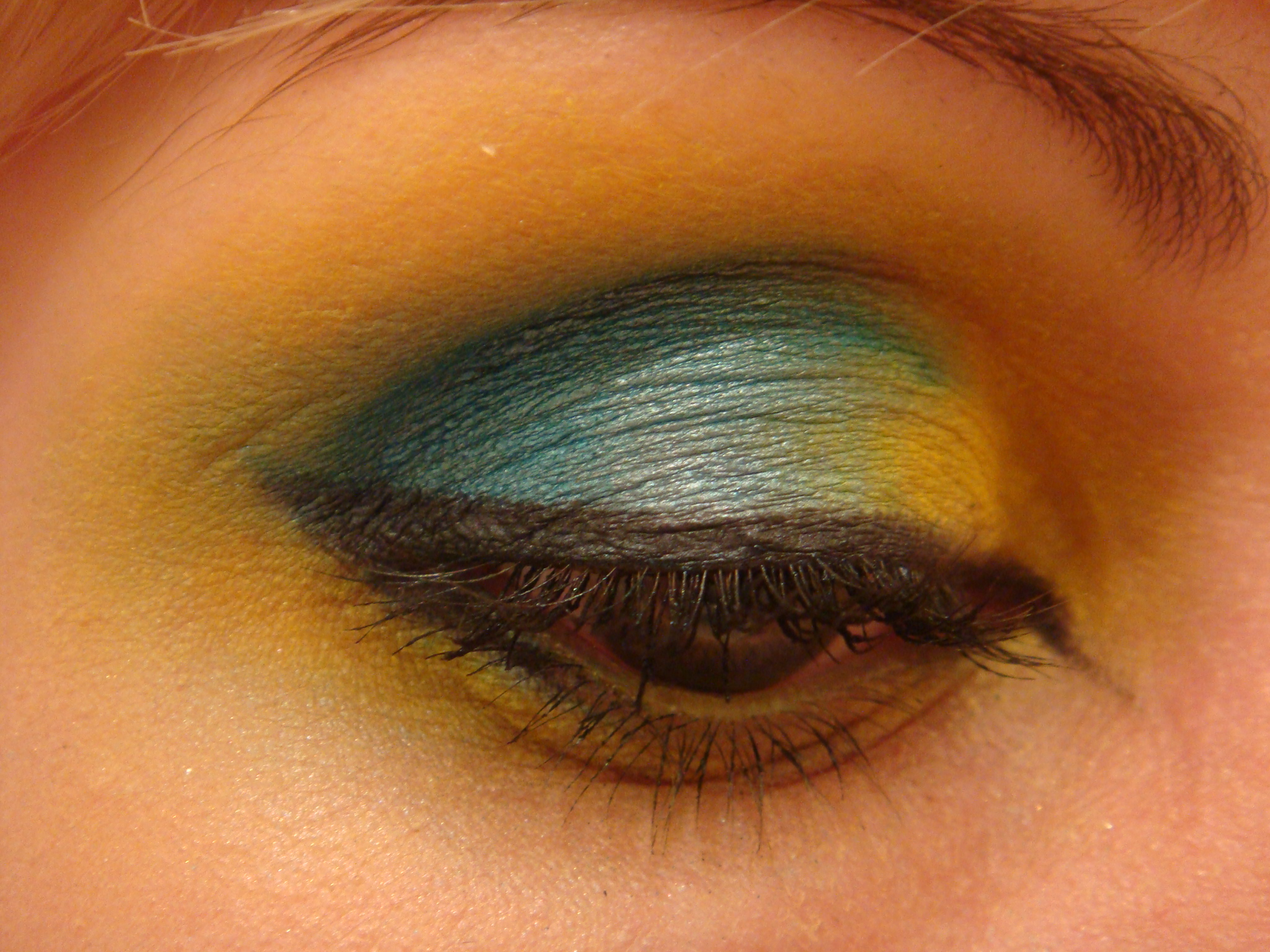
Delineado prominente en negro del párpado superior, acompañado por sombra de ojos.

El delineador de ojos, o simplemente delineador o delimitado, a veces denominado por el anglicismo eyeliner o eye liner, es un cosmético y maquillaje utilizado para definir el contorno de los ojos. Se aplica alrededor del mismo para crear una variedad de ilusiones estéticas. Este es utilizado tanto por hombres como por mujeres.

## Aplicación
Para aplicar el delineador de ojos, se debe de seguir la continuidad de las pestañas inferiores. Una vez que se haya llegado a la mitad de la esquina exterior del ojo y la cola de la ceja, debe de volver a la base del párpado, formando un triángulo. Luego se tiene que llenar este triángulo para formar la línea del trazador de líneas.

### Consejos de uso
Los consejos de aplicación varían. Harper's Bazaar, una revista de moda estadounidense, recomienda aplicar el delineador con trazos cortos.
Consejos para aplicar delineador de ojos:
- Se aplica sobre el ojo desnudo, es decir, antes del rímel, polvos, corrector, etc.
- Para obtener una línea perfecta, utilice un espejo colocado ligeramente por debajo del nivel de los ojos para ver mejor lo que se está dibujando.
- Mantenga los ojos abiertos siempre.
- Cuanto más cerca esté la línea de la raíz de las pestañas, más natural será el efecto y viceversa.
- Comience desde la esquina exterior, no la interior, de los ojos. De esa forma siempre sabrá dónde es mejor terminar el dibujo.
- La solución ideal para principiantes es un delineador de ojos con mango curvo que se adapta mucho mejor a la mano y permite una aplicación rápida, fácil y precisa.
- Siempre se traza primero una línea más fina y luego se va fortaleciendo gradualmente, hasta obtener el grosor deseado.
- Para la corrección se utilice un hisopo ligeramente humedecido con agua.
- Apoye el codo sobre una superficie sólida.

### Precaución de uso
La aplicación del delineador en el borde de los párpados bloquea los orificios de las glándulas de Meibomio. Por tanto, su uso diario requiere un desmaquillado eficaz todas las noches para una mejor distribución del sebo de las lágrimas. Sin embargo, incluso con esta precaución, el delineador está contraindicado para el uso de lentes de contacto

## Historia

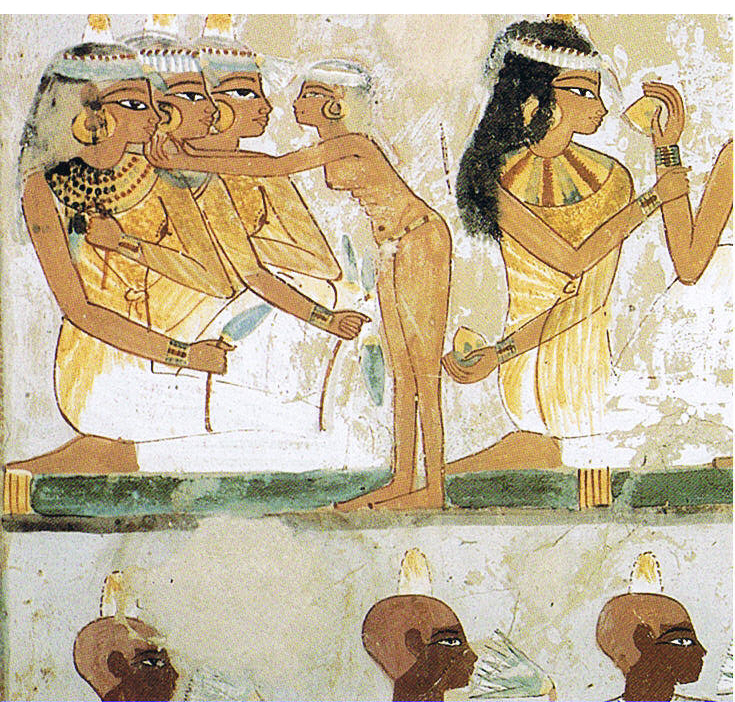
Antiguos egipcios con delineador de ojos kohl, de la tumba de Najt en Tebas (siglo a. C.).

El delineador de ojos se utilizó por primera vez en la antigua India, el antiguo Egipto y Mesopotamia como una línea negra oscura alrededor de los ojos.
En el décimo milenio a. C., los antiguos egipcios creaban el delineador de ojos a partir de malaquita triturada o de mineral de cobre, que después se mezclaba con aceites a modo de tinte; cuya sustancia obtenida se aplicaba para enmarcar los ojos en color negro o verde; asimismo, usaban el delineador no solamente por motivos estéticos sino también para proteger o evitar infecciones bacterianas. Las investigaciones también han especulado que se usaba delineador de ojos para proteger al usuario del mal de ojo.

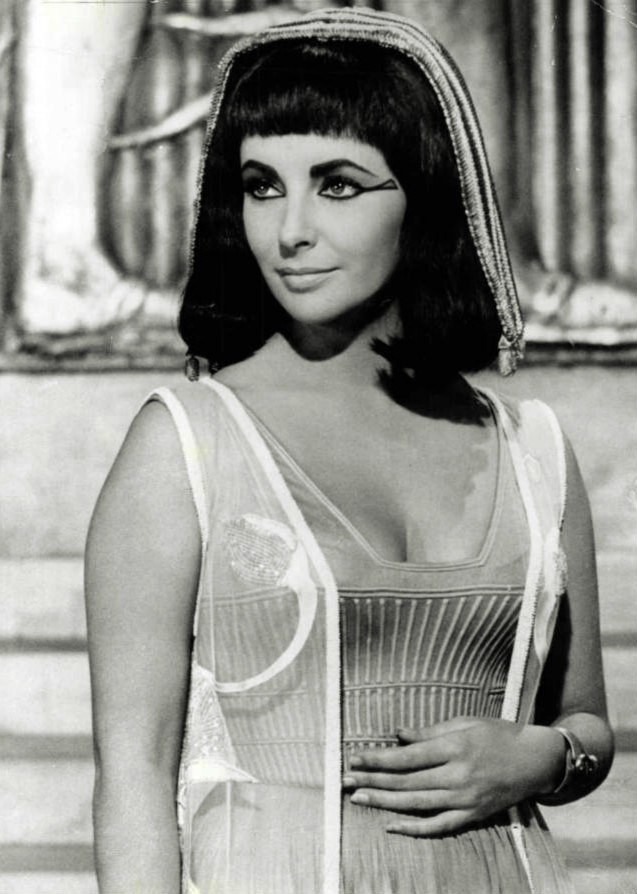
Elizabeth Taylor como Cleopatra en la película epónima de 1963.

La característica de tener los ojos muy delineados se ha representado con frecuencia en el arte del antiguo Egipto. Se produjeron delineadores de ojos con una variedad de materiales, incluidos mineral de cobre y antimonio. El kohl del antiguo Egipto contenía galena, que se importaba de regiones cercanas de Punt, Coptos y Asia occidental.
En Oriente Medio, las personas se enmarcaban los ojos en negro, pero a diferencia de los egipcios, el delineador de ojos tenía un significado práctico: la estibina triturada protegía sus ojos en el ambiente arenoso del desierto.

### 

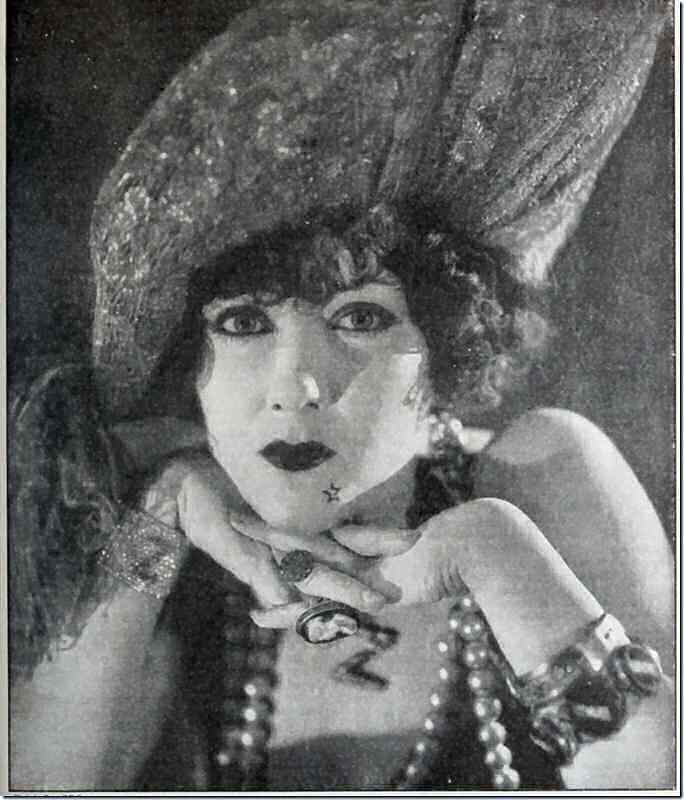
Gloria Swanson, 1923

### SigloXX

#### Años 1920
En los años veinte el maquillaje de ojos revivió con fuerza y las mujeres delineaban párpado superior e inferior en negro. Se seguían utilizando polvos naturales y muchas de ellas fabricaban sus propios productos en casa. Durante esta época, el delineado de ojos servía para disimular la raíz de las pestañas postizas y darles continuidad.
Además hubo un gran hito que marcó un antes y un después en la historia del delineado de ojos: la popularización del cine mudo impuso la necesidad de potenciar la mirada y la expresión de los ojos al máximo. Grandes estrellas como Gloria Swanson, Pola Negri, Greta Garbo y Marlene Dietrich unos años después se sirvieron del delineado para marcar la profundidad de la mirada.

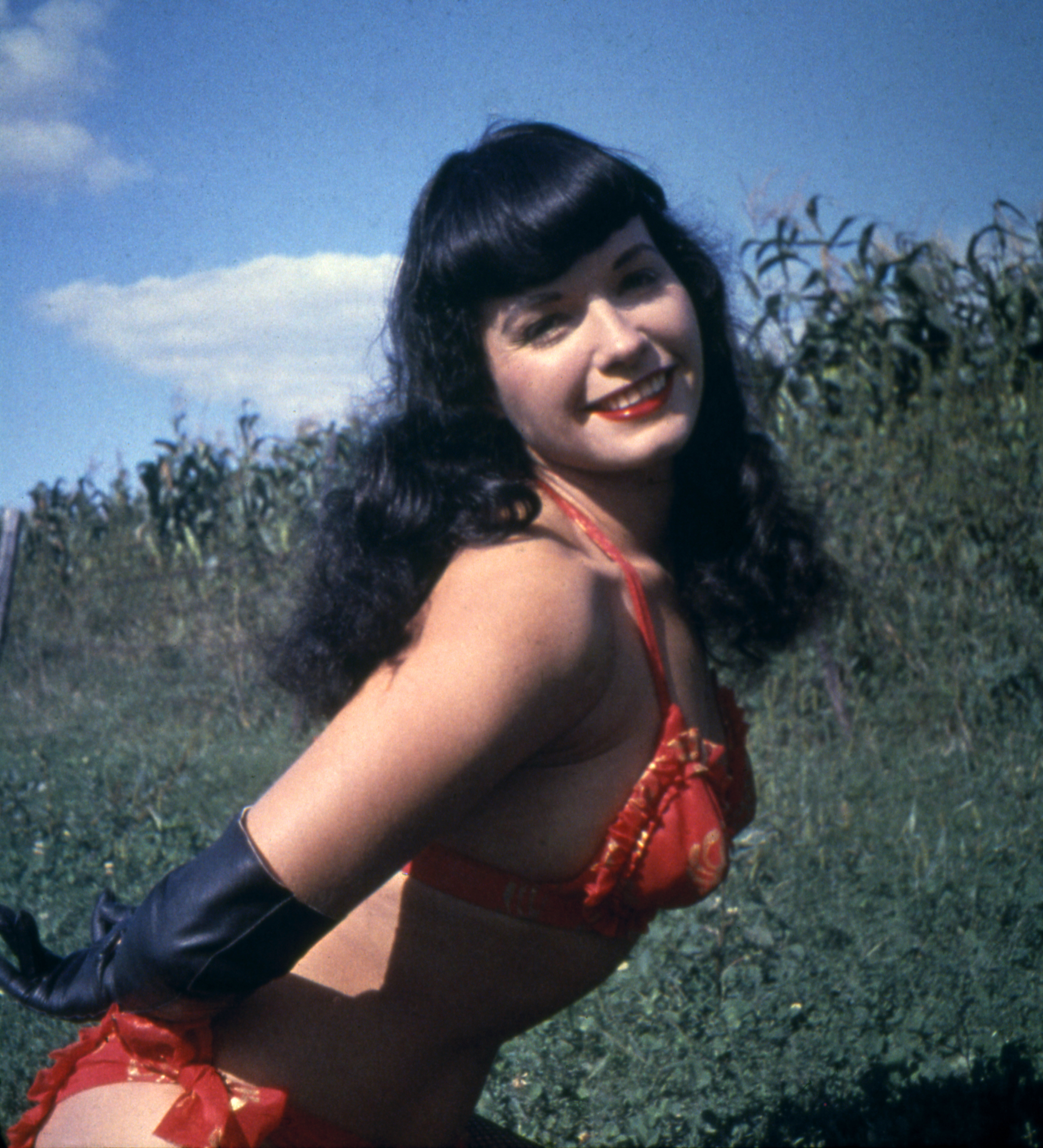
Bettie Page, modelo pin-up.

#### Años 1950
Con la década de 1950 llegó el pin up y, con ello, comenzaron los delineados cat eye u ojo de gato. Además, las marcas comenzaron a lanzar importantes colecciones de lápices de ojos y a apostar por otros colores más allá del negro. Al principio de la década, el párpado inferior se dejaba desnudo mientras que se potenciaba el superior con trazos gruesos y apuntados hacia el exterior, el mejor complemento para las pestañas. En esta época celebridades como Bettie Page, Marilyn Monroe y Audrey Hepburn popularizaron este delineado.

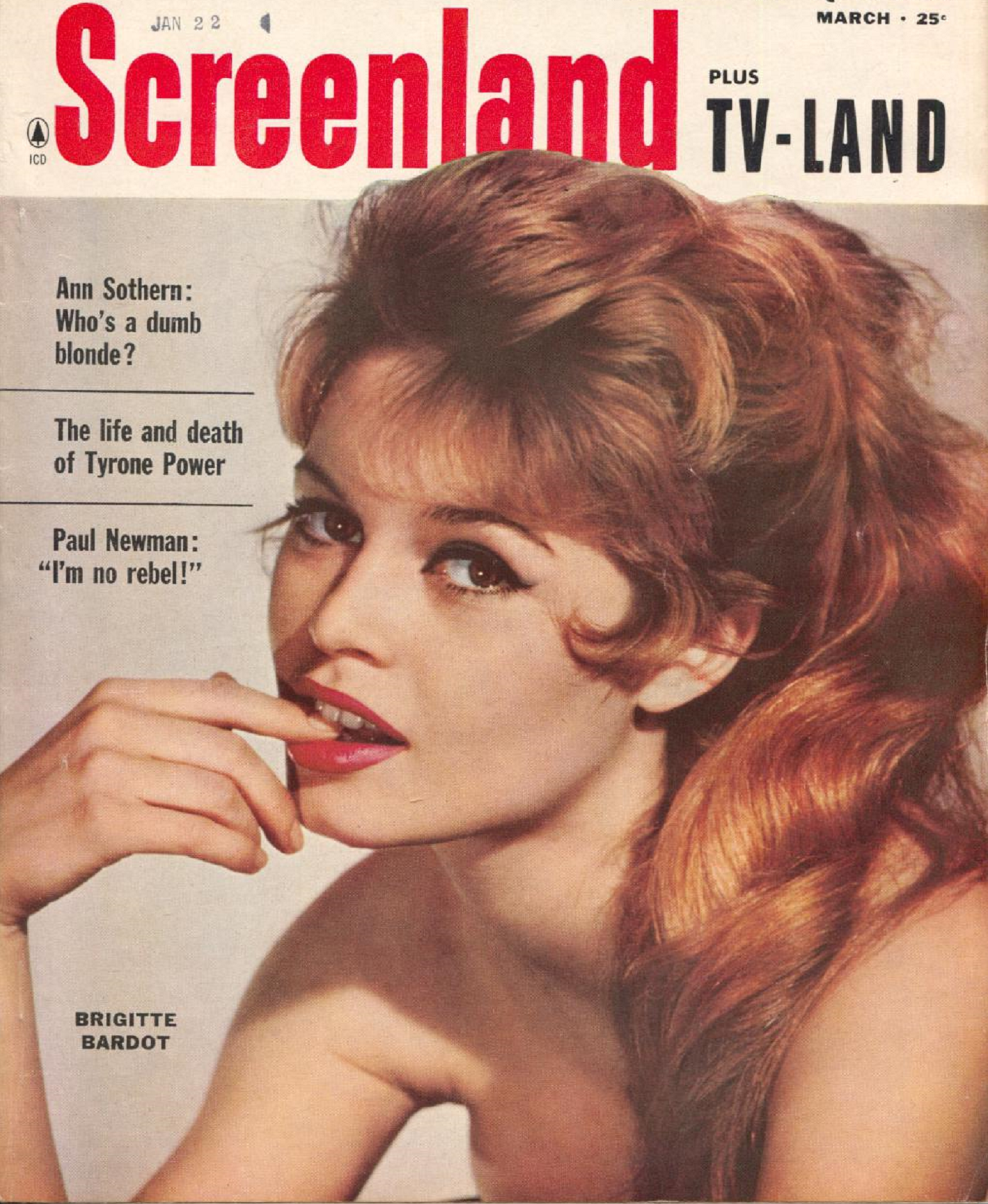
Brigitte Bardot en la portada de la revista Screenland (1959).

#### Años 1960
En la década de 1960, el delineador de ojos líquido se usaba para crear gruesas líneas blancas y negras alrededor de los ojos en la moda de maquillaje asociada con diseñadores como Mary Quant.
La actriz Brigitte Bardot fue uno de los ejemplos de este período, que se aplicaba el delineador por todo el contorno del ojo buscando un efecto mucho más intenso.

#### Años 1960 y 1970
Los años sesenta y setenta también vieron nuevas tendencias de moda que hacían uso del delineador de ojos, la sombra de ojos y el rímel de nuevas maneras. A medida que se desarrollaron las modas gótica y punk, emplearon delineador de ojos para lograr un efecto oscuro y dramático.

#### Años 1990
En los años noventa, por su parte, se alzó la naturalidad en el rostro y se llevaban los dibujos finos en la línea de agua o en negro y marrones por el interior del ojo. Sin embargo, el delineador de ojos no fue gran protagonista, salvo la estética grunge, que fomentó los efectos «emborronados».

### Actualidad
A finales del siglo XX y principios del siglo XXI, el uso intenso de delineador de ojos se ha asociado con las modas gótica y punk. El delineador de ojos de distintos grados de espesor también se ha asociado con la subcultura emo y varios estilos de vida alternativos. El término inglés «guyliner» se ha utilizado alternativamente para describir a los hombres que utilizan delineador de ojos y se popularizó durante la subcultura emo de principios de los años 2000 gracias a miembros de bandas como Fall Out Boy y Panic! at the Disco.

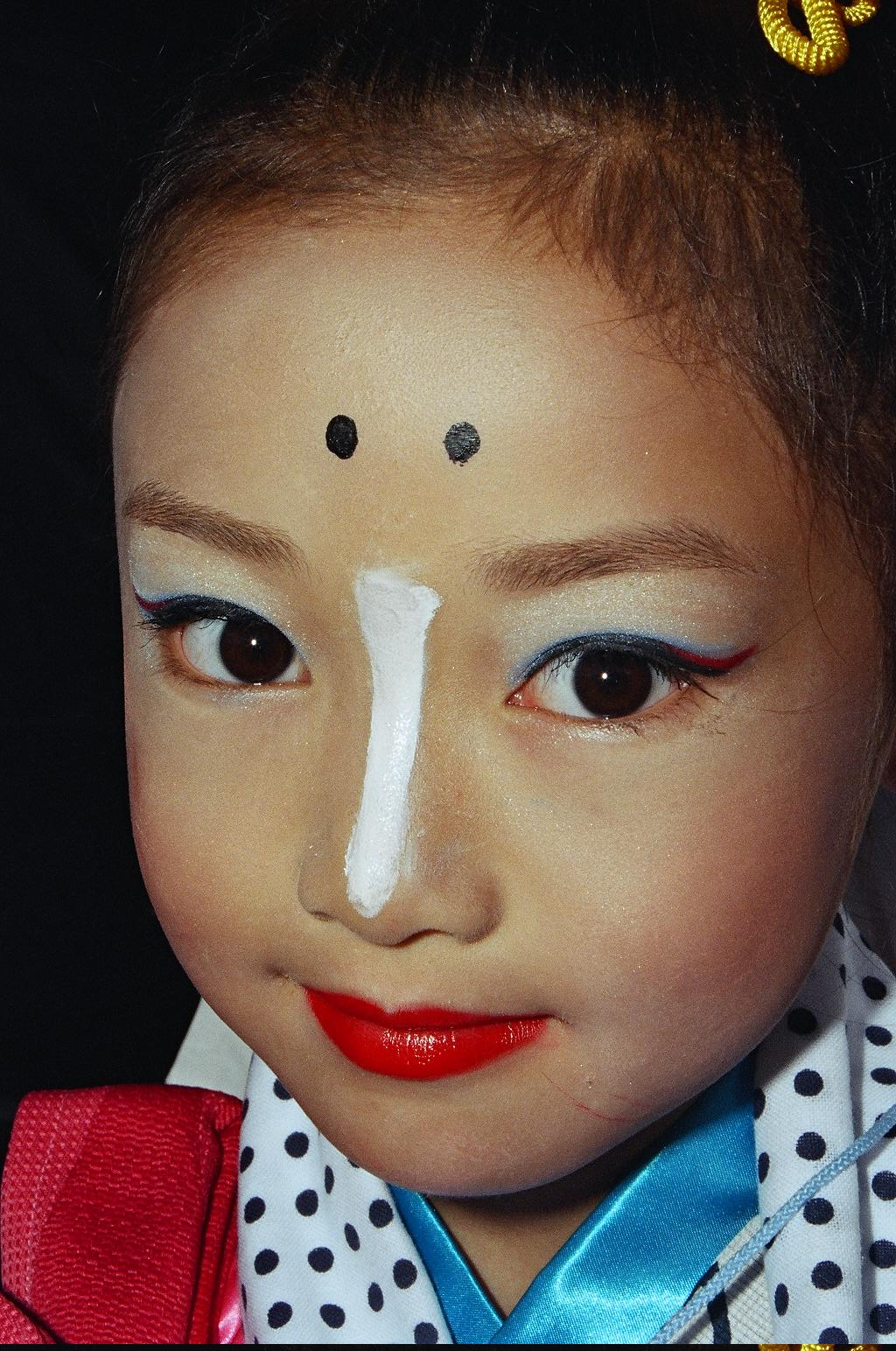
Una chica con delineado de ojos.

El delineador de ojos se usa comúnmente en una rutina de maquillaje diaria para definir el ojo o crear la apariencia de un ojo más grande o más pequeño. Se puede utilizar como herramienta para crear varias miradas o para resaltar diferentes características de los ojos. El delineador de ojos se puede dibujar encima de las pestañas superiores, debajo de las inferiores o ambas, incluso en las líneas de agua de los ojos. El delineador de ojos está disponible en una amplia gama de tonos, desde los comunes negro, marrón y gris hasta tonos más aventureros, como colores primarios brillantes, pasteles, plateados y dorados escarchados, blanco e incluso colores con motas de brillo.

## Técnicas

#### Alado
El delineado de ojos alado define la forma del párpado superior y se extiende hasta un punto o ala aproximadamente a la mitad del final de la ceja.

#### Ojo de gato
El ojo de gato se parece a un delineador alado. Tiene un ala más gruesa que un delineador alado que involucra la línea de las pestañas inferiores y superiores.

#### Ajustado
El delineado ajustado es el uso de un delineador de ojos ajustado contra la línea de agua debajo de las pestañas del párpado superior y por encima de las pestañas del párpado inferior. Debido a la proximidad a las membranas y a la propia superficie del ojo, se prefiere el delineador de ojos resistente al agua. El delineado apretado es una técnica que hace que las pestañas parezcan comenzar más atrás en el párpado, haciéndolas parecer más largas. Se puede usar un delineador de ojos en gel y un pincel pequeño en ángulo para crear este estilo. También se pueden utilizar lápices delineadores de ojos resistentes al agua para crear este estilo.

#### Permanente
El delineador de ojos permanente es una técnica de maquillaje permanente que utiliza tatuajes para aplicar pigmento de tinta a lo largo de los párpados, creando la apariencia de un delineador de ojos.

## Tipos
Dependiendo de su textura, el delineador de ojos puede difuminarse suavemente o definirse claramente. Hay ocho tipos principales de delineadores de ojos disponibles en el mercado:

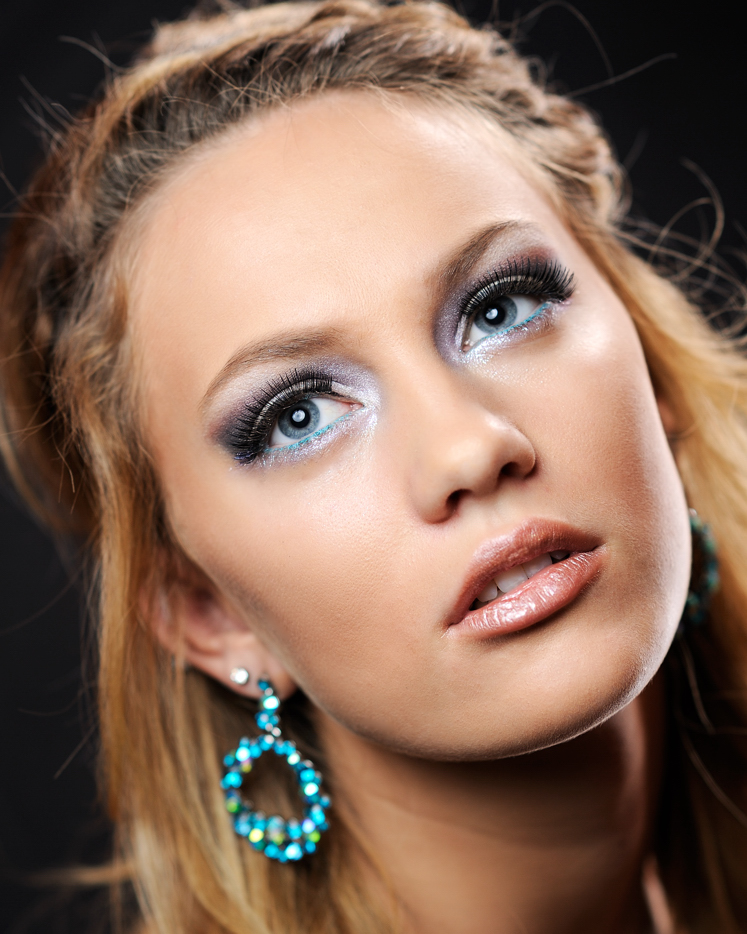
Mujer con delineador de ojos turquesa.

1. El delineador de ojos líquido es un líquido opaco que generalmente viene en una botella pequeña y generalmente se aplica con un pincel pequeño con punta afilada. Crea una línea limpia y precisa. Este tipo de delineador de ojos se utiliza mejor para crear un delineador de ojos nítido y con alas. Debido a que el delineador de ojos líquido da una apariencia mucho más espesa, a menudo solamente se aplica en la línea de las pestañas superiores.
2. El lápiz de ojos a base de polvo es un delineador de ojos en un lápiz de madera. Generalmente está disponible en tonos oscuros y mate.
3. Los lápices de ojos a base de cera son lápices más suaves y contienen ceras que facilitan la aplicación. Los hay en una amplia variedad de colores intensos así como en tonalidades más pálidas como el blanco o el beis. Los delineadores de ojos a base de cera también pueden venir en conos o compactos con aplicador de brocha. Estas son las formas de delineador de ojos más baratas y omnipresentes.
4. El delineador de ojos kohl es un polvo suave disponible en tonos oscuros mate. Se utiliza con mayor frecuencia en negro para delinear los ojos. Viene en forma de lápiz, polvo compacto o polvo suelto. Este tipo de delineador de ojos es fácil de difuminar.
5. El delineador de ojos en gel es un delineador en gel más suave que se puede aplicar fácilmente con un pincel delineador de ojos. Se puede aplicar con precisión y es mucho más suave que el kohl.
6. El delineador de ojos pastel es una fórmula de delineador de ojos que se seca hasta que se humedece con agua o aerosol fijador, que se usa con una brocha. Los delineadores de ojos pastel se ofrecen en muchos colores y acabados, y a menudo se usan para estilos de delineador de ojos gráficos.
7. El delineador de ojos brillante, que está disponible en diferentes colores brillantes y se aplica tanto en el párpado superior como en el inferior. Se ofrece tanto con acabados brillantes como con acabado brillante.
8. El delineador de ojos con punta de fieltro es un tipo de delineador de ojos líquido que se ofrece en un rotulador. Suele ser la punta de un pincel y el tamaño de la punta del pincel puede variar según el fabricante del delineador de ojos, las tendencias de un mercado determinado y otros factores. Es muy preciso ya que no es necesario afilarlo y la punta del cepillo puede acercarse a las pestañas, asegurando que no queden espacios. Algunos delineadores de ojos con punta de fieltro también tienen adhesivo dentro de la tinta, que se utiliza para pegar pestañas postizas.

## Fórmula química
Los delineadores de ojos tradicionales a base de cera están hechos de unos veinte componentes. Aproximadamente el 50 % en peso son ceras —p. ej., cera japonesa, grasas o materiales blandos relacionados que se deslizan fácilmente sobre la piel—. El heptanoato de estearilo se encuentra en la mayoría de los delineadores de ojos cosméticos. Los pigmentos típicos incluyen óxidos de hierro negros, así como cantidades más pequeñas de dióxido de titanio y azul de Prusia.